# 1097 Vicia
1097 Vicia este un asteroid din centura principală, descoperit pe 11 august 1928, de Karl Reinmuth.